# Wilhelm Weber (Kämmerer)
Wilhelm Weber (geboren 25. Februar 1884 in Hannover; gestorben 22. Februar 1976 in Wunstorf) war ein deutscher Beamter und Kämmerer der Stadt Hannover. Als solcher war er maßgeblich an der „Arisierung“ jüdischen Eigentums beteiligt.

## Leben
Wilhelm Weber absolvierte das Gymnasium und studierte Rechtswissenschaften. Zum 1. August 1913 trat er zunächst als juristischer Hilfsarbeiter in den Dienst der damals noch selbständigen Industriestadt Linden ein, wurde zum Jahresbeginn 1916 verbeamtet und fungierte seitdem als besoldeter Senator Lindens.
Nachdem sich nach dem Ersten Weltkrieg Linden 1920 mit der Stadt Hannover vereinigt hatte, übernahm die damalige Provinzhauptstadt den Juristen.
Im Zuge des am 10. Januar 1921 in Kraft getretenen „Theatervertrages“, durch den neben dem Georgengarten auch der Welfengarten in den Besitz der Stadt Hannover gelangte, wirkte Weber als Senator an einer Begehung der Parkanlagen mit, an der unter anderem Stadtgartendirektor Hermann Kube, Hofgärtner Otto Maillard und die Senatoren Bernhard Engelke und Hermann Müller teilnahmen. In der Folge wurde der „Wirtschaftsbetrieb im Welfengarten“ aufgegeben, sollten „die für die Stadtverwaltung nutzlosen Bestände an Farnen, Warmhauspflanzen, Neuholländer etc. in den beiden Gärtnereien eingehen“ beziehungsweise verkauft werden.
Während der Weimarer Republik war er Mitglied der Deutschen Volkspartei (DVP). Ab 1922 war er zuständig für die Finanzen Hannovers; das Finanzdezernat hatte Weber zunächst bis zum April 1931 inne.
Nach der Machtergreifung durch die Nationalsozialisten – Weber trat nie in die NSDAP ein – wirkte er ab 1934 mit der Bezeichnung „Kämmerer.“ Ab dem Folgejahr 1935 fungierte er – in der Nachfolge von Burghard von Cramm-Oelber, der jüdische Vereinsmitglieder ausgeschlossen hatte – zudem für dann mehr als drei Jahrzehnte als Präsident des Hannoverschen Rennvereins.
In seiner Funktion als Stadtkämmerer war Wilhelm Weber ab den 1930er Jahren maßgeblich an der „Arisierung“ jüdischen Eigentums beteiligt; als sogenannter „Schreibtischtäter“ wirkte er insbesondere im Zuge der „Aktion Lauterbacher“ an den Verbrechen der Stadtverwaltung an hannoverschen Juden mit. Zudem sorgte er für den Ausschluss von Juden von städtischen Theatern und Museen.
Nach dem Einmarsch der Amerikaner in Hannover gegen Ende des Zweiten Weltkrieges verfassten diese Berichte über die Lage Hannovers, „die zum Teil auf Gesprächen mit Weber basierten.“ In der Folge beließ der Stadtkommandant der Britischen Militärbehörden, Major G. H. Lamb, neben dem für die Stadtwerke zuständigen Hermann Müller auch Weber als Stadtrat im Amt.
Anlässlich Webers 75. Geburtstag notierte die Zeitschrift Der Städtetag, dass Webers Leistungen in der Finanzpolitik dazu geführt hätten, das Hannover „zwischen den beiden Kriegen mit zu den finanziell am besten fundierten deutschen Großstädten zählte.“

## Archivalien
Archivalien von und über Wilhelm Weber finden sich beispielsweise
- im Stadtarchiv Hannover als Personalakte Nummer 11067, Bd. 1[2]